# Olympische Winterspiele 2010/Teilnehmer (Kanada)
| Gelbes Symbol für Goldmedaillen mit stilisierten Olympischen Ringen | Graues Symbol für Silbermedaillen mit stilisierten Olympischen Ringen | Braundes Symbol für Bronzemedaillen mit stilisierten Olympischen Ringen |
| ------------------------------------------------------------------- | --------------------------------------------------------------------- | ----------------------------------------------------------------------- |
| 14                                                                  | 7                                                                     | 5                                                                       |

Kanada nahm als Gastgeber der Olympischen Winterspiele 2010 in Vancouver an allen 15 Sportarten teil. Das Canadian Olympic Committee hatte insgesamt 206 Sportler, 116 Männer und 90 Frauen, nominiert.

## Medaillenspiegel
| Rang   | Sportart         |    |   |   | Gesamt |
| ------ | ---------------- | -- | - | - | ------ |
| 1      | Shorttrack       | 2  | 2 | 1 | 5      |
| 2      | Eisschnelllauf   | 2  | 1 | 2 | 5      |
| 3      | Freestyle-Skiing | 2  | 1 | 0 | 3      |
| -      | Snowboard        | 2  | 1 | 0 | 3      |
| 5      | Eishockey        | 2  | 0 | 0 | 2      |
| 6      | Bob              | 1  | 1 | 1 | 3      |
| 7      | Curling          | 1  | 1 | 0 | 2      |
| 8      | Eiskunstlauf     | 1  | 0 | 1 | 2      |
| 9      | Skeleton         | 1  | 0 | 0 | 1      |
| Gesamt | Gesamt           | 14 | 7 | 5 | 26     |

## Medaillengewinner

### Gold
| Name                                                                           | Sportart         | Wettkampf             |
| ------------------------------------------------------------------------------ | ---------------- | --------------------- |
| Jasey-Jay Anderson                                                             | Snowboard        | Parallel-Riesenslalom |
| Alexandre Bilodeau                                                             | Freestyle-Skiing | Moguls (Buckelpiste)  |
| Eishockeynationalmannschaft Frauen                                             | Eishockey        | Eishockey             |
| Eishockeynationalmannschaft Herren                                             | Eishockey        | Eishockey             |
| Charles Hamelin                                                                | Shorttrack       | 500 m                 |
| Ashleigh McIvor                                                                | Freestyle-Skiing | Skicross              |
| Jon Montgomery                                                                 | Skeleton         | Skeleton              |
| Christine Nesbitt                                                              | Eisschnelllauf   | 1000 m                |
| Maëlle Ricker                                                                  | Snowboard        | Snowboardcross        |
| Kaillie Humphries & Heather Moyse                                              | Bobsport         | Zweierbob             |
| Adam Enright Ben Hebert Marc Kennedy Kevin Martin John Morris                  | Curling          | Männer-Turnier        |
| Scott Moir & Tessa Virtue                                                      | Eiskunstlauf     | Eistanz               |
| Mathieu Giroux, Lucas Makowsky, Denny Morrison                                 | Eisschnelllauf   | Teamverfolgung        |
| Guillaume Bastille, Charles Hamelin, François Hamelin, François-Louis Tremblay | Shorttrack       | Staffel (5000 m)      |

### Silber
| Name                                                                       | Sportart         | Wettkampf            |
| -------------------------------------------------------------------------- | ---------------- | -------------------- |
| Kristina Groves                                                            | Eisschnelllauf   | 1500 m               |
| Jennifer Heil                                                              | Freestyle-Skiing | Moguls (Buckelpiste) |
| Mike Robertson                                                             | Snowboard        | Snowboardcross       |
| Marianne St-Gelais                                                         | Shorttrack       | 500 m                |
| Shelley-Ann Brown & Helen Upperton                                         | Bobsport         | Zweierbob            |
| Cori Bartel Cheryl Bernard Carolyn Darbyshire Kristie Moore Susan O’Connor | Curling          | Frauen-Turnier       |
| Jessica Gregg, Kalyna Roberge, Marianne St-Gelais, Tania Vicent            | Shorttrack       | Staffel (3000 m)     |

### Bronzemedaille
| Name                                                        | Sportart       | Wettkampf    |
| ----------------------------------------------------------- | -------------- | ------------ |
| Kristina Groves                                             | Eisschnelllauf | 3000 m       |
| Clara Hughes                                                | Eisschnelllauf | 5000 m       |
| Joannie Rochette                                            | Eiskunstlauf   | Einzel Damen |
| François-Louis Tremblay                                     | Shorttrack     | 500 m        |
| David Bissett, Lascelles Brown, Chris Le Bihan, Lyndon Rush | Bobsport       | Viererbob    |

## Teilnehmer nach Sportarten

### Biathlon

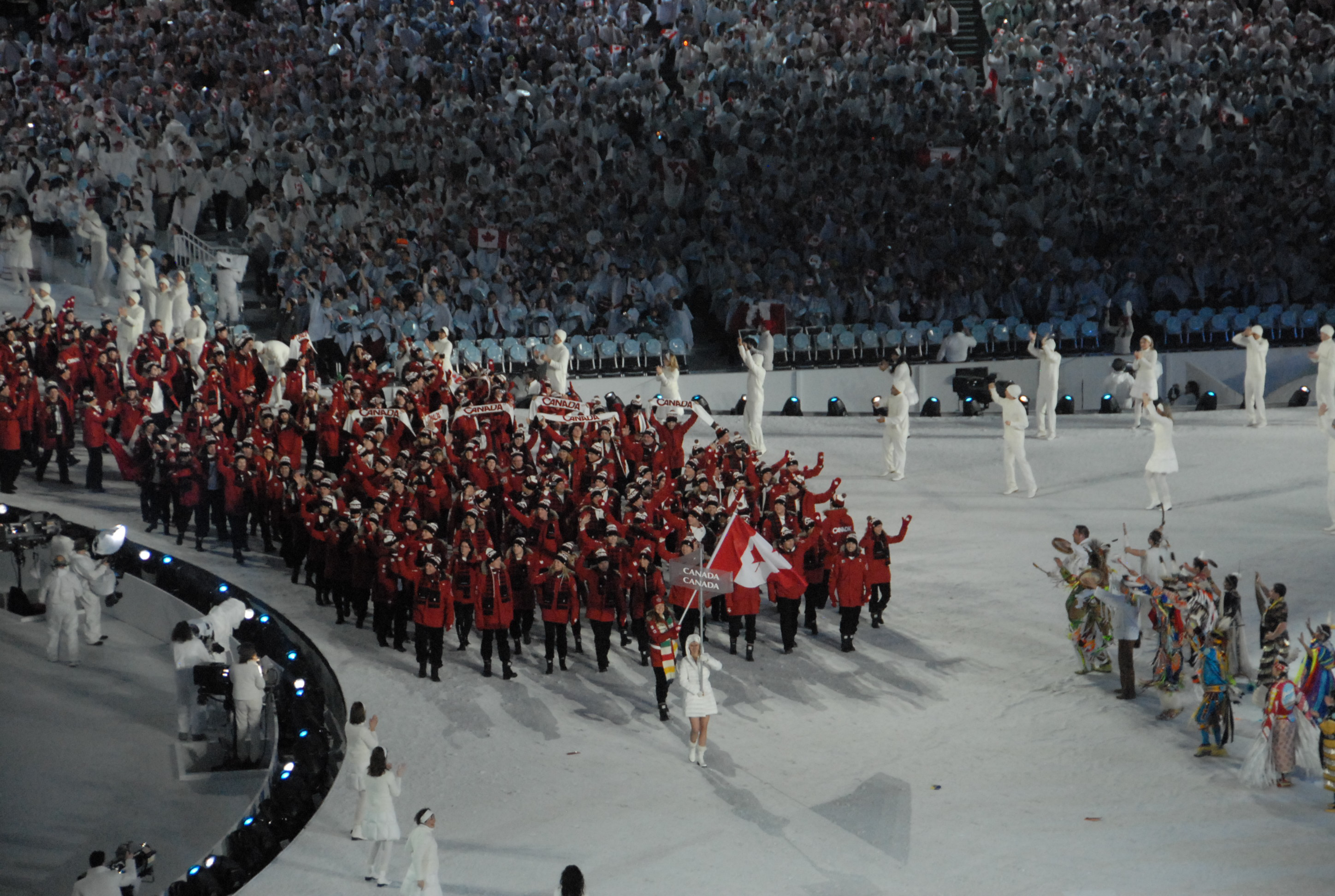
Das kanadische Olympiateam beim Einzug in das BC Place Stadium

| Männer - Marc-André Bédard - Robin Clegg - Brendan Green - Jean-Philippe Leguellec | Frauen - Rosanna Crawford - Megan Imrie - Zina Kocher - Megan Tandy |

### Bob
| Männer - David Bissett Zweierbob: 15. Platz Viererbob: Bronze - Lascelles Brown Zweierbob: 15. Platz Viererbob: Bronze - Justin Kripps Viererbob: 5. Platz - Chris Le Bihan Viererbob: Bronze - Pierre Lueders Zweierbob: 5. Platz Viererbob: 5. Platz - Jesse Lumsden Zweierbob: 5. Platz Viererbob: 5. Platz - Lyndon Rush Zweierbob: 15. Platz Viererbob: Bronze - Neville Wright Viererbob: 5. Platz | Frauen - Kaillie Humphries & Heather Moyse: Gold - Helen Upperton & Shelley-Ann Brown: Silber |

### Curling

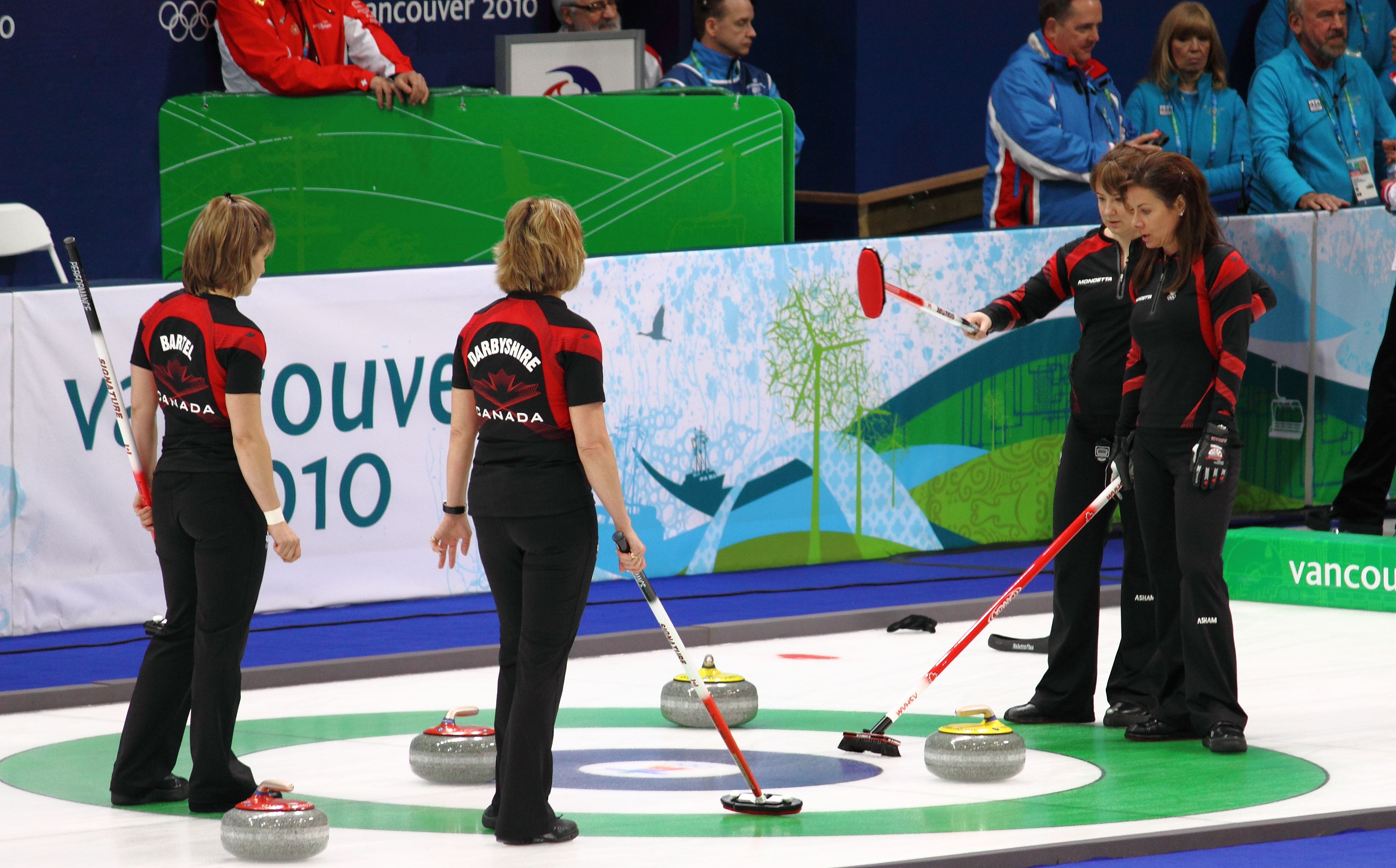
Das kanadische Damenteam (v.l. Cori Bartel, Carolyn Darbyshire, Susan O’Connor und Cheryl Bernard) bei den Olympischen Winterspielen 2010

| Männer Gold - Adam Enright - Ben Hebert - Marc Kennedy - Kevin Martin (Skip) - John Morris | Frauen Silber - Cori Bartel - Cheryl Bernard (Skip) - Carolyn Darbyshire - Kristie Moore - Susan O’Connor |

### Eishockey
| Männer Gold Torhüter: - Roberto Luongo (Vancouver Canucks) - Martin Brodeur (New Jersey Devils) - Marc-André Fleury (Pittsburgh Penguins) Verteidiger: - Dan Boyle (San Jose Sharks) - Drew Doughty (Los Angeles Kings) - Duncan Keith (Chicago Blackhawks) - Scott Niedermayer (Anaheim Ducks) - Chris Pronger (Philadelphia Flyers) - Brent Seabrook (Chicago Blackhawks) - Shea Weber (Nashville Predators) Stürmer: - Patrice Bergeron (Boston Bruins) - Sidney Crosby (Pittsburgh Penguins) - Ryan Getzlaf (Anaheim Ducks) - Dany Heatley (San Jose Sharks) - Jarome Iginla (Calgary Flames) - Patrick Marleau (San Jose Sharks) - Brenden Morrow (Dallas Stars) - Rick Nash (Columbus Blue Jackets) - Corey Perry (Anaheim Ducks) - Mike Richards (Philadelphia Flyers) - Eric Staal (Carolina Hurricanes) - Joe Thornton (San Jose Sharks) - Jonathan Toews (Chicago Blackhawks) | Frauen Gold Torhüterinnen: - Charline Labonté (McGill University) - Kim St-Pierre (Stars de Montréal) - Shannon Szabados (Grant MacEwan University) Verteidigerinnen: - Tessa Bonhomme (Calgary Oval X-Treme) - Becky Kellar (Burlington Barracudas) - Carla MacLeod (Calgary Oval X-Treme) - Meaghan Mikkelson (Edmonton Chimos) - Colleen Sostorics (Calgary Oval X-Treme) - Catherine Ward (McGill University) Stürmerinnen: - Meghan Agosta (Mercyhurst College) - Gillian Apps (Brampton Thunder) - Jennifer Botterill (Mississauga Chiefs) - Jayna Hefford (Brampton Thunder) - Haley Irwin (University of Minnesota Duluth) - Rebecca Johnston (Cornell University) - Gina Kingsbury (Calgary Oval X-Treme) - Caroline Ouellette (Stars de Montréal) - Cherie Piper (Calgary Oval X-Treme) - Marie-Philip Poulin (Dawson College) - Sarah Vaillancourt (Harvard University) - Hayley Wickenheiser (Eskilstuna Linden) |

### Eiskunstlauf
| Männer - Patrick Chan (Einzel) 5. Platz - Vaughn Chipeur (Einzel) 23. Platz - Bryce Davison (Paarlauf) 6. Platz - Cody Hay (Paarlauf) 9. Platz - Scott Moir (Eistanz) Gold - Paul Poirier (Eistanz) 14. Platz | Frauen - Vanessa Crone (Eistanz) 14. Platz - Jessica Dubé (Paarlauf) 6. Platz - Anabelle Langlois (Paarlauf) 9. Platz - Cynthia Phaneuf (Einzel) 12. Platz - Joannie Rochette (Einzel) Bronze - Tessa Virtue (Eistanz) Gold |

### Eisschnelllauf
| Männer - Mathieu Giroux (1500 m, Team) 1500 m: 14. Platz Teamverfolgung: Gold - Jamie Gregg (500 m) 500 m: 8. Platz - Mike Ireland (500 m) 500 m: 16. Platz - Lucas Makowsky (1500, 5000 m, Team) 1500 m: 19. Platz 5000 m: 13. Platz Teamverfolgung: Gold - Denny Morrison (1000, 1500, 5000 m, Team) 1000 m: 13. Platz 1500 m: 9. Platz 5000 m: 18. Platz Teamverfolgung: Gold - Kyle Parrott (500, 1000, 1500 m) 500 m: 21. Platz 1000 m: 24. Platz 1500 m: 37. Platz - François-Olivier Roberge (1000 m) 1000 m: 20. Platz - Jeremy Wotherspoon (500, 1000 m) 500 m: 9. Platz 1000 m: 14. Platz | Frauen - Anastasia Bucsis (500 m) 500 m: 34. Platz - Kristina Groves (1000, 1500, 3000, 5000 m, Team) 1000 m: 4. Platz 1500 m: Silber 3000 m: Bronze 5000 m: 6. Platz Teamverfolgung: 5. Platz - Clara Hughes (3000, 5000 m) 3000 m: 5. Platz 5000 m: Bronze - Cindy Klassen (1500, 3000, 5000 m, Team) 1500 m: 21. Platz 3000 m: 14. Platz 5000 m: 12. Platz Teamverfolgung: 5. Platz - Christine Nesbitt (500, 1000, 1500 m, Team) 500 m: 10. Platz 1000 m: Gold 1500 m: 6. Platz Teamverfolgung: 5. Platz - Tamara Oudenaarden (500 m) - Shannon Rempel (500, 1000 m) 500 m: 27. Platz 1000 m: 21. Platz - Brittany Schussler (1000, 1500 m, Team) 1000 m: 25. Platz 1500 m: 35. Platz Teamverfolgung: 5. Platz |

### Freestyle-Skiing
| Männer - Davey Barr - Alexandre Bilodeau Moguls: Gold - Christopher Del Bosco (Skicross) 4. Platz - Dave Duncan (Skicross) - Maxime Gingras Moguls: 11. Platz - Stanley Hayer (Skicross) - Vincent Marquis Moguls: 4. Platz - Kyle Nissen (Aerials) - Steve Omischl (Aerials) - Pierre-Alexandre Rousseau Moguls: 5. Platz - Warren Shouldice (Aerials) | Frauen - Veronika Bauer (Aerials) - Chloé Dufour-Lapointe Moguls: 5. Platz - Jennifer Heil Moguls: Silber - Ashleigh McIvor (Skicross) Gold - Julia Murray (Skicross) - Danielle Poleschuk (Skicross) - Kristi Richards Moguls: 20. Platz - Kelsey Serwa (Skicross) 5. Platz |

### Nordische Kombination
Männer
- Jason Myslicki

### Rennrodeln
| Männer - Ian Cockerline 20. Platz - Jeff Christie 14. Platz - Samuel Edney 7. Platz | Frauen - Alex Gough 18. Platz - Regan Lauscher 15. Platz - Meaghan Simister 25. Platz | Doppelsitzer - Chris Moffat & Mike Moffat 7. Platz - Tristan Walker & Justin Snith 15. Platz |

### Shorttrack
| Männer - Guillaume Bastille 1500 m: 34. Platz 5000 m Staffel: Gold - Charles Hamelin 500 m: Gold 1000 m: 4. Platz 1500 m: 7. Platz 5000 m Staffel: Gold - François Hamelin 1000 m: 5. Platz 5000 m Staffel: Gold - Olivier Jean 1500 m: 4. Platz 5000 m Staffel: Gold - François-Louis Tremblay 500 m: Bronze 5000 m Staffel: Gold | Frauen - Jessica Gregg 500 m: 4. Platz 1000 m: 6. Platz 3000 m Staffel: Silber - Valérie Maltais - Kalyna Roberge 1000 m: 5. Platz 3000 m Staffel: Silber - Marianne St-Gelais 500 m: Silber 3000 m Staffel: Silber - Tania Vicent 1500 m: 8. Platz 3000 m Staffel: Silber |

### Skeleton
| Männer - Michael Douglas disqualifiziert - Jon Montgomery Gold - Jeff Pain 9. Platz | Frauen - Amy Gough 7. Platz - Mellisa Hollingsworth-Richards 5. Platz - Michelle Kelly 13. Platz |

### Ski Alpin
| Männer - Patrick Biggs Riesenslalom: 35. Platz - Julien Cousineau Slalom: 8. Platz - Robbie Dixon Abfahrt: DNF Riesenslalom: 24. Platz Super-G: DNF - Jeffrey Frisch - Erik Guay Abfahrt: 5. Platz Riesenslalom: 16. Platz Super-G: 5. Platz - Louis-Pierre Hélie Super-Kombination: 30. Platz - Jan Hudec Abfahrt: 25. Platz Super-G: 23. Platz - Michael Janyk Slalom: 13. Platz Super-Kombination: 26. Platz - Manuel Osborne-Paradis Abfahrt: 17. Platz Super-G: DNF - Tyler Nella Super-Kombination: 32. Platz - Ryan Semple Super-Kombination: 15. Platz - Brad Spence Riesenslalom: 42. Platz Slalom: DNF - Trevor White Slalom: 31. Platz | Frauen - Brigitte Acton Slalom: 17. Platz - Emily Brydon Abfahrt: 16. Platz Super-G: DNF Super-Kombination: 14. Platz - Marie-Michèle Gagnon Riesenslalom: 21. Platz Slalom: 31. Platz - Anna Goodman Slalom: 19. Platz - Britt Janyk Abfahrt: 6. Platz Riesenslalom: 25. Platz Super-G: 17. Platz - Erin Mielzynski Slalom: 20. Platz - Marie-Pier Préfontaine Riesenslalom: 29. Platz - Shona Rubens Abfahrt: 21. Platz Riesenslalom: 28. Platz Super-G: DNF Super-Kombination: 12. Platz - Georgia Simmerling Abfahrt: nicht gestartet Super-G: 27. Platz Super-Kombination: nicht gestartet |

### Skilanglauf
| Männer - Ivan Babikov 15 km Freistil: 8. Platz 30 km Skiathlon: 5. Platz 50 km Massenstart klassisch: 33. Platz 4 × 10 km Staffel: 7. Platz - George Grey 15 km Freistil: 29. Platz 30 km Skiathlon: 8. Platz 50 km Massenstart klassisch: 18. Platz 4 × 10 km Staffel: 7. Platz - Alex Harvey 15 km Freistil: 21. Platz 30 km Skiathlon: 9. Platz 50 km Massenstart klassisch: 32. Platz Teamsprint Freistil: 4. Platz 4 × 10 km Staffel: 7. Platz - Devon Kershaw Sprint klassisch: 23. Platz 30 km Skiathlon: 16. Platz 50 km Massenstart klassisch: 5. Platz Teamsprint Freistil: 4. Platz 4 × 10 km Staffel: 7. Platz - Stefan Kuhn Sprint klassisch: 15. Platz - Drew Goldsack Sprint klassisch: 40. Platz - Brent McMurtry Sprint klassisch: 41. Platz - Gordon Jewett 15 km Freistil: 52. Platz | Frauen - Chandra Crawford Sprint klassisch: 26. Platz 4 × 5 km Staffel: 15. Platz - Daria Gaiazova Sprint klassisch: 22. Platz 15 km Skiathlon: 46. Platz Teamsprint Freistil: 7. Platz 4 × 5 km Staffel: 15. Platz - Perianne Jones Sprint klassisch: 41. Platz 15 km Skiathlon: 56. Platz 4 × 5 km Staffel: 15. Platz - Sara Renner Sprint klassisch: 34. Platz 15 km Skiathlon: 10. Platz 30 km Massenstart klassisch: 15. Platz Teamsprint Freistil: 7. Platz - Madeleine Williams 10 km Freistil: 50. Platz 15 km Skiathlon: 40. Platz 30 km Massenstart klassisch: 40. Platz 4 × 5 km Staffel: 15. Platz |

### Skispringen
Männer
- MacKenzie Boyd-Clowes
Einzelspringen, Normalschanze → 44. Qualifikation, ausgeschieden (92,5 Pkt.)
- Trevor Morrice
Einzelspringen, Normalschanze → 45. Qualifikation, ausgeschieden (92,0 Pkt.)
- Eric Mitchell
Einzelspringen, Normalschanze → 49. Qualifikation, ausgeschieden (89,0 Pkt.)
- Stefan Read
Einzelspringen, Normalschanze → 47. Qualifikation, ausgeschieden (91,5 Pkt.)

### Snowboard
| Männer - Jasey-Jay Anderson Parallel-Riesenslalom: Gold - Jeff Batchelor Halfpipe: 32. Platz - François Boivin Boardercross: 12. Platz - Robert Fagan Boardercross: 5. Platz - Justin Lamoureux Halfpipe: 7. Platz - Brad Martin Halfpipe: 23. Platz - Drew Neilson Boardercross: 11. Platz - Matthew Morison Parallel-Riesenslalom: 11. Platz - Michael Lambert Parallel-Riesenslalom: 12. Platz - Mike Robertson Boardercross: Silber | Frauen - Caroline Calvé Parallel-Riesenslalom: 20. Platz - Sarah Conrad Halfpipe: 18. Platz - Alexa Loo Parallel-Riesenslalom: 12. Platz - Dominique Maltais Boardercross: 20. Platz - Mercedes Nicoll Halfpipe: 6. Platz - Maëlle Ricker Boardercross: Gold - Palmer Taylor Halfpipe: 26. Platz - Kimiko Zakreski Parallel-Riesenslalom: 29. Platz |